# 公服
公服即“公事之服”，是漢字文化圈古代官員官服的一種，圆领、右衽，用絲綢制作。依品秩用不同顏色。宮廷樂舞中舞生也會穿著公服。颜色等差则不明显。

## 中國公服
唐宋制度，常朝视事，以乌纱帽、团领衫、束带为公服。唐太宗贞观四年定三品以上紫色，四品深绯，五品浅绯，六品深绿，七品浅绿，八品深青，九品浅青，流外官及庶人之服黄色。宋因唐制，公服以紫、绯、绿、碧分品秩。公服染色用草木染。皇帝的黄袍用柘黄所染。柘黄，据《本草纲目》说是用柘木汁染成的赤黄色。唐袭隋制，天子穿赤黄色的袍衫。但臣民"仍许通著黄"，到唐高宗总章年间才"禁士庶不得以赤黄为衣服杂饰"。 
| 品秩 | 色彩 | 染料 |
| ---- | ---- | ---- |
| 黄袍 |      | 柘木 |
| 紫袍 |      | 紫草 |
| 绯袍 |      | 茜草 |
| 绿袍 |      | 槐花 |
| 青袍 |      | 藍草 |

唐代袍衫皆绣画以武豹鹰鹯之类。
宫廷乐舞中宋代宫廷官办的舞蹈队穿绯绿紫青生色花衫、上领四契义襴束带。
明代公服等級依次用緋、青、綠色，只在朔望日朝參时穿著，其他日子則穿官常服（補服）。皆盘领、右衽，用紵丝、纱、罗、绢织成。
- 一品：绯袍，织大独科花暗纹，直径五寸；佩玉腰带
- 二品：绯袍，织小独科花暗纹，直径三寸；佩犀角腰带
- 三品：绯袍，织散答花暗纹，无枝叶，直径二寸；佩金荔枝腰带
- 四品：绯袍，织小杂花暗纹，直径一寸五分；佩金荔枝腰带
- 五品：青袍，织小杂花暗纹，直径一寸五分；佩乌角带
- 六品：青袍，织小杂花暗纹，直径一寸；佩乌角带
- 七品：青袍，织小杂花暗纹，直径一寸；佩乌角带
- 八品：绿袍，无暗纹；佩乌角带
- 九品：绿袍，无暗纹；佩乌角带

官员穿公服时，帽用幞头，分漆、纱二等，展角长一尺二寸。
- 宋太祖
- 明太祖黄袍
- 司马光公服
- 沈括公服
- 趙孟頫公服
- 明朝商輅公服
- 明朝董琦公服